# Grzegorz Cziura
Grzegorz Cziura   (Knurów, 3 de gener de 1952 - Siemianowice Śląskie, 17 de juliol de 2004) fou un aixecador polonès que va competir durant la dècada de 1970.
El 1972 va prendre part en els Jocs Olímpics d'Estiu de Múnic, on disputà, sense sort, la prova del pes gall del programa d'halterofília. Quatre anys més tard, als Jocs de Mont-real, guanyà la medalla de plata en la categoria del pes gall del programa d'halterofília.
En el seu palmarès també destaquen una medalla de plata i una de bronze al Campionat del Món d'halterofília de 1976 i 1977 i una de bronze al Campionat d'Europa d'halterofília de 1977. Fou dues vegades campió polonès del pes ploma (60 kg), el 1972 i 1978, i el 1976 va aconseguir un rècord del món en aquest mateix pes.